# Zastosowanie bojowe samolotów F-16

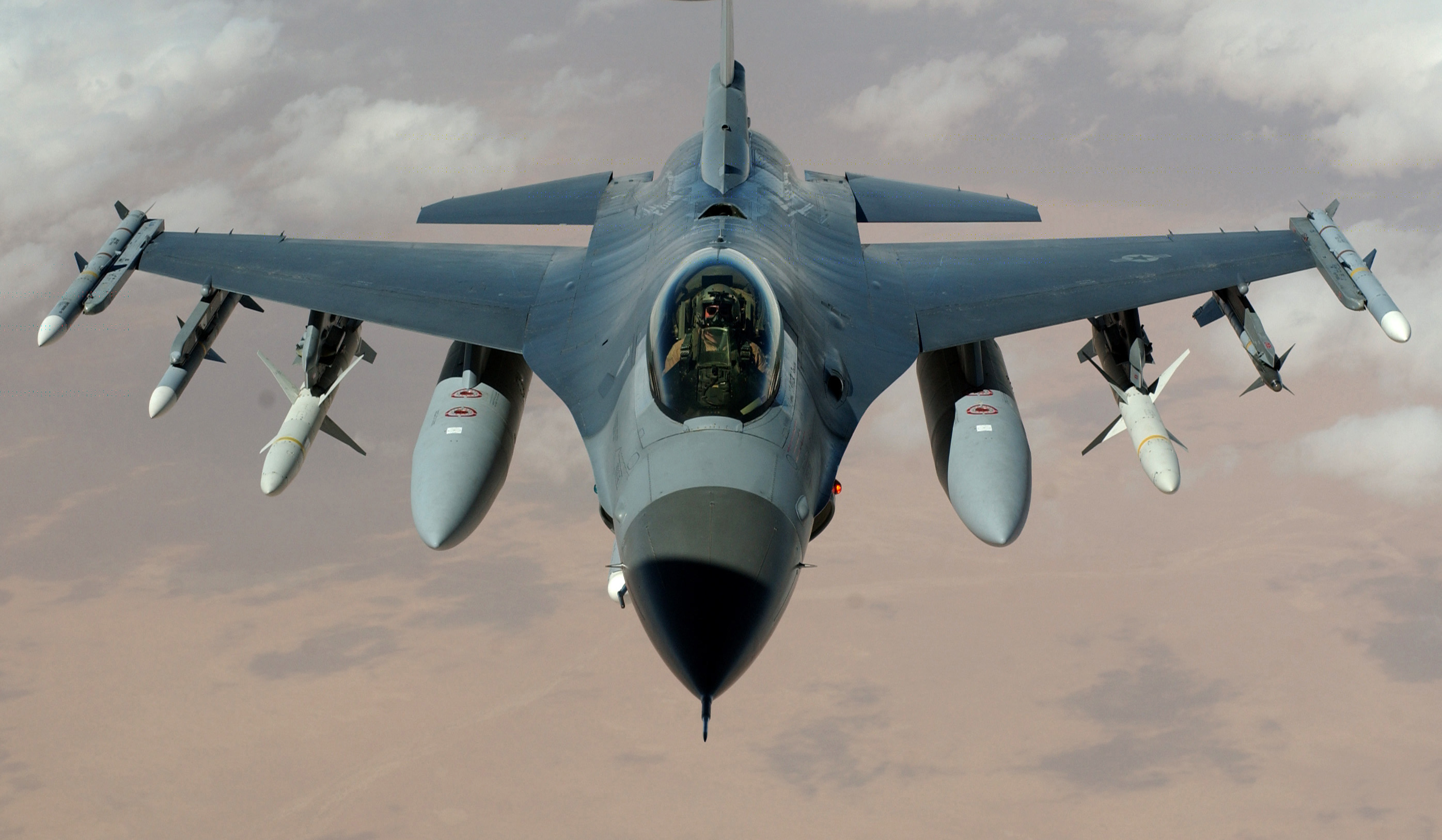
F-16 Fighting Falcon nad Irakiem, 2003

General Dynamics F-16 Fighting Falcon – samolot wielozadaniowy zbudowany przez amerykańską wytwórnię Fort Worth korporacji General Dynamics, która obecnie jest częścią koncernu zbrojeniowego Lockheed Martin. Produkowany od drugiej połowy lat 70. do chwili obecnej F-16, jest użytkowany przez siły powietrzne 24 krajów. Do końca 2003 wyprodukowano 4129 egzemplarzy, w 2008 do Polski dostarczono 4400 egzemplarz, a w 2012 roku 4500 wyprodukowany F-16 dla Maroka.

## Ogólna charakterystyka samolotu
Samolot F-16 w dotychczasowych walkach nie padł ofiarą innego myśliwca. Oficjalny rezultat walk powietrznych, w których brał udział to 72 zwycięstwa powietrzne (52 – Izrael, 11 – Pakistan, 8 – Stany Zjednoczone i 1 – Holandia). Są to dane amerykańskie, ale nawet pesymistyczne oceny rosyjskie (Rosjanie potwierdzają ok. 39 zwycięstw) świadczą wyraźnie na jego korzyść. Obecnie, dzięki pociskom AIM-120 AMRAAM F-16 mogą zwalczać przeciwnika spoza zasięgu widzialności wzrokowej, będąc jednocześnie bardzo skutecznym podczas toczenia manewrowych walk powietrznych.
Jest to także bardzo skuteczny samolot uderzeniowy, który może zwalczać cele naziemne w dzień i w nocy przy ograniczonej widzialności (samoloty wyposażone w zasobniki celownicze LANTIRN lub Sharpshooter, albo też izraelskie Litening), przełamywać obronę powietrzną przeciwnika (głównie F-16C/D Block 50/52), a także wykonywać zadania wsparcia wojsk lądowych i sił morskich (F-16 zintegrowano z AGM-84 Harpoon i z norweskim pociskiem Penguin).
Samolot ten był podstawowym samolotem USAF do 2020 r. W służbie innych państw, samoloty te pozostaną zapewne jeszcze dłużej.

## Izrael
Pierwszym państwem, które F-16 użyło w walce był Izrael. W czasie, gdy pierwsze jego egzemplarze trafiły do tego kraju, na Bliskim Wschodzie od ośmiu lat (od zakończenia wojny Jom Kipur) panował jeszcze względny spokój, ale niedługo potem w Libanie wybuchła wojna domowa (a właściwie wojna syryjsko-libańska) pomiędzy chrześcijanami a sfanatyzowanymi muzułmanami inspirowanymi i wspieranymi przez Syrię. Rozpoczął się też długotrwały i krwawy konflikt między Irakiem i Iranem.

### Atak na reaktor Osirak
Izrael, zaniepokojony irackimi dążeniami do skonstruowania własnej bomby jądrowej, postanowił zniszczyć ośrodek atomowy, który był budowany w pobliżu Bagdadu przy znacznym udziale specjalistów francuskich. Budowniczowie wykorzystywali francuskie i włoskie technologie oraz uran dostarczony przez Brazylię. Centralnym jego elementem był niemal ukończony, ale ciągle zimny reaktor, który czekał na umieszczenie w nim paliwa – wzbogaconego uranu. Nazwano go „Osirak” – z połączenia francuskich słów Osiris, które było nazwą tego typu reaktora, i Irak.

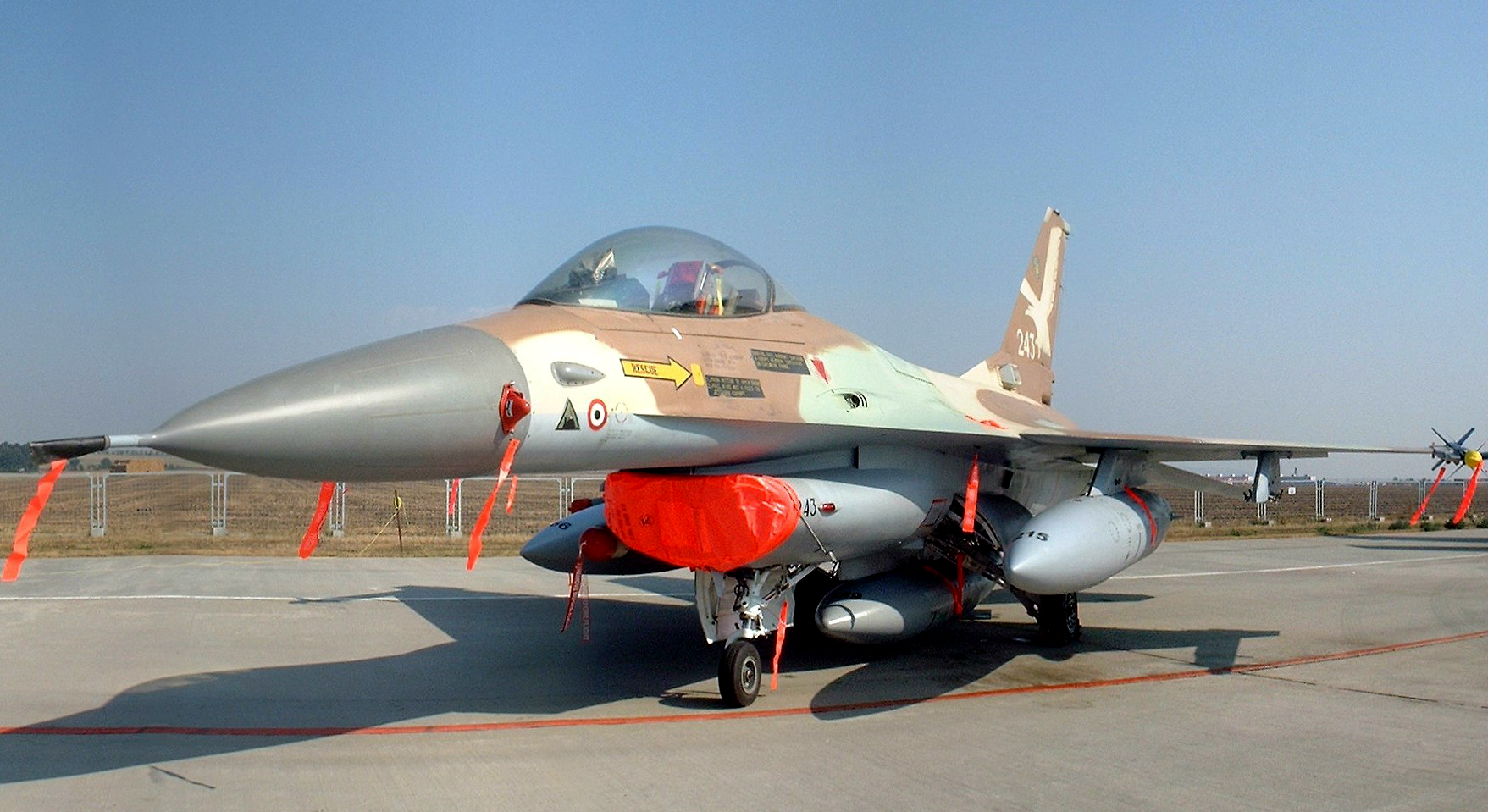
Izraelski F-16A numer 243; maszyna ta wzięła udział w operacji „Opera”, pilotowana przez Ilana Ramona

Operację planowano na lipiec 1981, aby uniknąć konsekwencji zniszczenia gorącego reaktora. Plany akcji przygotowywano już od 1979. Początkowo myślano o wykorzystaniu grupy uderzeniowej złożonej z samolotów A-4 i F-4, jednak ich zasięg zmuszał do tankowania ich w powietrzu, co nad obcym terytorium było bardzo ryzykowne. Dopiero dostarczone w 1980 F-16 dawały możliwość osiągnięcia celu bez tankowania, pod warunkiem użycia trzech zbiorników podwieszanych. Ówczesne instrukcje amerykańskie zabraniały w takim przypadku zabierania bomb (choć po pozytywnych doświadczeniach izraelskich sami Amerykanie zaczęli stosować taką kombinację podwieszeń), gdyż obawiano się uderzenia w nie zrzucanych zbiorników po paliwie. Izraelscy piloci podjęli jednak udaną próbę wykorzystania takiej konfiguracji. Na pustyni Negew zbudowano wierną makietę irackiego ośrodka, na której bombardowanie z lotu nurkowego ćwiczyli wyznaczeni do akcji piloci (8 i 4 zapasowych). Na ich dowódcę mianowano Ze’eva Raza, dowódcę pierwszej w IAF eskadry wyposażonej w F-16. Uderzenie, któremu nadano kryptonim „Opera”, wyznaczono na niedzielę, 10 maja 1981, ale tuż przed startem akcję odwołał premier Izraela, Menachem Begin. Przyczyną było ostrzeżenie przekazane premierowi przez przywódcę opozycji Szimona Peresa. Begina nie przestraszyły pogróżki Peresa, lecz przeciek o planach ściśle tajnej operacji.
Wkrótce potem izraelski wywiad zapewnił, że żadna wiadomość nie dotarła do któregokolwiek z państw arabskich, i akcję postanowiono mimo wszystko przeprowadzić. Tymczasem technicy, którzy po odwołaniu rajdu 10 maja po południu rozbrajali przygotowane samoloty, odkryli, że źle nastawiono opóźnienia na zapalnikach, co skończyłoby się zniszczeniem atakujących F-16 bombami poprzedników. 7 czerwca 1981 był terminem ostatecznym, dalsza zwłoka groziła niepowodzeniem akcji. Tego dnia wiał wyjątkowo silny wiatr i musiano zmienić kierunek startu na odwrotny. F-16, przebazowane na czas akcji na przeznaczone do opuszczenia lotnisko Etzion, musiały teraz przelecieć nad Zatoką Akaba.
Przypadek sprawił, że grupa przeleciała na małej wysokości niemal wprost nad jachtem, na którym wypoczywał król Jordanii Husajn. Król Husajn, który sam był pilotem, bez trudu rozpoznał typ i przynależność samolotów. Dostrzegł też podwieszone bomby i zbiorniki dodatkowe. Widząc, że samoloty skierowały się na wschód, zdał sobie sprawę, że celem może być tylko Irak. Drogą radiową polecił naczelnemu dowództwu jordańskich sił zbrojnych w Ammanie przekazanie odpowiedniego ostrzeżenia irackiemu przywódcy. Jednak Saddam Husajn przebywał wówczas w pobliżu frontu, dekorując swoich żołnierzy. Obecna w Bagdadzie dyżurna służba operacyjna ostrzeżenie zlekceważyła. Ósemka F-16A, osłaniana przez F-15A, kontynuowała lot na wysokości 100 m w kierunku przedmieść irackiej stolicy.
Zaskoczenie było kompletne, żadna z osłaniających ośrodek baterii 2K12 Kub nie odpaliła ani jednego pocisku, a samoloty spotkał nad celem jedynie słaby ogień małokalibrowych działek przeciwlotniczych. Tylko jeden izraelski pilot chybił – jego bomby zrzucone na oślep w kierunku przykrytych dymem i pyłem resztek reaktora, trafiły w okoliczne budynki. Atakowany obiekt został kompletnie zniszczony. Wszystkie F-15 i F-16 wróciły do baz nieniepokojone przez nikogo także w drodze powrotnej. Trasa lotu do celu przebiegała na 100 m i na tej wysokości samoloty przeleciały większość z 2500 km.
Był to duży sukces tej maszyny. Celność bombardowania nie odbiegała od uzyskiwanej w warunkach poligonowych – w obiekt o średnicy nieprzekraczającej 50 metrów trafiło bezpośrednio 14 z 16 zrzuconych bomb – czyli około 88%.

### Inne zestrzelenia w 1981
Na wykazanie zalet jako samolotu myśliwskiego samolot musiał poczekać jeszcze rok, do bitwy nad doliną Bekaa. Jednak zwycięstwa powietrzne odnoszono już wcześniej. 28 kwietnia 1981 para F-16A przechwyciła i zniszczyła syryjski śmigłowiec Mi-8, lecący z zaopatrzeniem dla obozów terrorystów w południowym Libanie. Kolejną maszynę tego typu zestrzelono pięć godzin później. Nie są znane nazwiska pilotów, którzy odnieśli te pierwsze na F-16 zwycięstwa powietrzne.
14 lipca 1981 ppłk Amir Nachumi (dowódca jednego z izraelskich dywizjonów F-16) zestrzelił syryjskiego MiG-a-21. Był to pierwszy na F-16 przypadek zestrzelenia myśliwca przeciwnika. W pierwszej połowie roku izraelskie F-16 zniszczyły jeszcze pięć kolejnych syryjskich MiG-ów-21.

### Atak na dolinę Bekaa
Działający w Północnej Galilei partyzanci OWP mocno dali się we znaki okolicznej ludności, ostrzeliwując z moździerzy i z katiusz żydowskie osiedla i kibuce. Przeprowadzili też szereg śmiałych zamachów w całym Izraelu i poza jego granicami. Od 1981 izraelskie lotnictwo bardzo zintensyfikowało swoją działalność w tym rejonie, na co Syria zareagowała budową silnego systemu OP w rejonie dominującego nad okolicą wzgórza Heron i sąsiedniej doliny Bekaa.
Rząd izraelski, obawiając się konfliktu z Syrią, w połowie 1982 uznał, że dalsza bezczynność jest niepożądana i na początku czerwca rozpoczął lądowo-powietrzną operację Pokój dla Galilei, której celem było spacyfikowanie terrorystycznych obozów. Kulminacyjnym jej momentem miało stać się przełamanie naziemnego systemu OP zbudowanego głównie w dolinie Bekaa, którą trzeba było przekroczyć w drodze na tereny partyzanckich siedzib.
Obronę tę tworzyły dwie syryjskie brygady KUB-ów, w składzie po sześć baterii każda (razem 12 baterii po 4 wyrzutnie – 48 samobieżnych wyrzutni) i mieszana brygada rakiet Wołchow i Newa, dysponująca siedmioma bateriami (w bateriach Newa – cztery wyrzutnie, w bateriach Wołchow – po sześć wyrzutni, wszystkie umieszczone w umocnionych, wybetonowanych stanowiskach). Główną wadą tego systemu było to, że choć tworzyło go ponad 80 wyrzutni rakiet przeciwlotniczych różnych typów (nie licząc licznych, odpalanych z ramienia Strzała-2), to wystarczyło zniszczyć radiolokatory kierowania ogniem poszczególnych baterii, by pozbawić je zdolności bojowej. Dzięki temu liczba celów do natychmiastowego ataku zmniejszyła się do 19. Ale i to zadanie nie było łatwe – przy próbie wprowadzenia grupy samolotów w zasięg rażenia zestawów były one teoretycznie zdolne do zestrzeliwania po 12-16 samolotów co 30-45 s.

#### Przebieg akcji
Plan akcji, która otrzymała kryptonim Mole Cricket 19 przygotowano bardzo starannie, ale i tak jego realizacja wiązała się ze znacznym ryzykiem. Uderzenie zaplanowano na 9 czerwca 1982. Liczne Kfiry, A-4, F-4, F-15 i F-16 pozostawały w gotowości do działań już od godziny 12:00, lecz zgoda rządu na rozpoczęcie operacji nadeszła dopiero o 13:30. Pierwsze wyznaczone do akcji grupy wystartowały w trybie alarmowym.
Najłatwiej było zniszczyć radiolokator kierowania ogniem baterii pociskiem przeciwradiolokacyjnym, zdolnym do naprowadzania się na stację radiolokacyjną. Do akcji planowano użycie takich właśnie pocisków, AGM-45 Shrike. Były to najstarsze rakiety tego typu, a ich główną wadą było gubienie celu po wyłączeniu stacji. Dlatego zdecydowano, że odpalające je samoloty F-4 będą kontynuowały lot na drodze bojowej, do momentu, w którym będą mogły odpalić kierowane optycznie AGM-65 Maverick po zbliżeniu się na odległość wzrokowej obserwacji do serca baterii. Obsługa radiolokatora będzie miała wówczas do wyboru – wyłączenie go i dopuszczenie izraelskich maszyn na odległość strzału Maverickiem lub kontynuowanie własnej sekwencji strzelania na wyścigi z lecącym do nich Shrikiem.
Ta metoda nie nadawała się do zniszczenia pozostałych 19 baterii, urzutowanych w głąb i wzajemnie się osłaniających, najpierw trzeba było choć w przybliżeniu rozpoznać ich położenie. Służyły temu liczne samoloty bezpilotowe wysłane do doliny Bekaa przed grupą zbliżających się maszyn bojowych. Następnie do celu podeszły grupy F-16, które, nie wchodząc w zasięg ognia syryjskich rakiet, zrzuciły urządzenia Samson i Delila. Były to szybujące pułapki, przebudowane ze zwykłych bomb lotniczych poprzez dodanie skrzydeł i prostego, programowanego autopilota, który odpowiednio nimi manewrował. Delila był unowocześnioną wersją Samsona, mogącą dłużej utrzymywać się w powietrzu dzięki wyposażeniu w silnik rakietowy. Baterie otworzyły ogień do bomb-pułapek, a wtedy zbliżające się na małej wysokości 24 F-4E z pociskami Shrike i Maverick ruszyły do ataku, kierowane przez patrolującego w powietrzu E-2C. Dodatkowo ich zadanie ułatwiły zakłócenia syryjskich kanałów łączności wysyłane przez lecący najwyżej samolot Boeing 707.
W zmasowanym ataku trafiono wszystkie radiolokatory, a na obezwładnione baterie ruszyła trzecia fala ataku – Kfiry i A-4. Zbombardowały one z lotu nurkowego poszczególne wyrzutnie i inne elementy zestawów przeciwlotniczych. W czasie tego ataku jeden z A-4 trafiony ogniem z działka przeciwlotniczego rozbił się w pobliżu swojego celu. Była to jedyna bojowa strata izraelskiego lotnictwa w dniach 9 i 10 czerwca.
Czwarta fala, jak poprzednia uzbrojona w bomby zastała resztki trzech brygad przeciwlotniczych. Z braku innych obiektów samoloty A-4, F-16 i Kfir zaatakowały pojazdy, grupki wojsk, transportery opancerzone i punkty ogniowe. Całą dolinę pokryły pożary i dymy. Dopiero wtedy pojawiły się syryjskie myśliwce, według źródeł izraelskich było ich ok. 100, MiG-21MF, MiG-21bis i MiG-23. Na zbliżającego się przeciwnika naprowadzono patrolujące F-15A. Dzięki E-2C zajęły one bardzo dogodną pozycję do ataku i odpaliły liczne AIM-7 Sparrow. Ponieważ Syryjczycy utrzymywali zwarty szyk, ufni sowieckiej propagandzie, podającej mocno zaniżone dane dotyczące tych pocisków, Sparrowy wyrwały z syryjskiej grupy aż 22 samoloty. Teraz dopiero pozostali wykonali gwałtowny unik, rozsypując się na małe grupki. Do akcji włączyły się czekające na ten moment F-16, uzbrojone jedynie w AIM-9 Sidewinder. Zdołały one dopaść siedem samolotów, nim zaskoczeni piloci syryjscy zdołali wyjść z walki.
Następnego dnia na izraelskie samoloty przygotowujące grunt własnym wojskom lądowym znów ruszyły syryjskie MiG-i. Scenariusz walki powietrznej niemal dokładnie powtórzono, lecz tym razem syryjska formacja rozsypała się natychmiast po odpaleniu Sparrowów przez F-15. Doszło do manewrowych walk na małe odległości, w których brały udział zarówno F-16, jak i F-15. Samolotom F-16 przypadło w udziale zestrzelenie 37 MiG-ów. Jeden z pilotów, w jednym locie zestrzelił aż 4 MiG-i. Reszta z 82 (najwyższe znane liczby mówią o 92) utraconych w obu dniach walk samolotów syryjskich padło łupem F-15. Wszystkie izraelskie myśliwce wróciły do swych baz, choć mniej zwrotne F-15 odniosły liczne uszkodzenia, głównie ogniem z 23 mm działek GSz.

#### Skuteczność F-16 w bitwie
Do chwili obecnej źródła izraelskie, brytyjskie, a także amerykańskie są zgodne, że izraelskie F-16 zestrzeliły w czasie bitwy nad doliną Bekaa 44 samoloty przeciwnika, nie ponosząc żadnych strat. Źródła sowieckie mówią co innego – 47 do 23, na korzyść Izraela, przy czym te 47 trzeba podzielić między F-16 i F-15. Wspomniane 23 rzekome zestrzelenia samolotów izraelskich to wynik ich zgłoszenia przez ocalałych syryjskich pilotów.

### Ocena F-16 w wojsku izraelskim
Informacje izraelskie odnośnie do oceny F-16 w stosunku do F/A-18. Państwo to wahało się, czy w miejsce jednosilnikowych F-16 nie zakupić bezpieczniejszych maszyn dwusilnikowych. Największym przeciwnikiem zakupu latającego zbiornika paliwa, którego jedno trafienie rozrywa na strzępy, nie pozostawiając śladu na niebie był Ze’ew Raz, późniejszy wielokrotny zwycięzca, dowódca pierwszej izraelskiej eskadry „szesnastek”. To właśnie on najgłośniej narzekał na małą odporność F-16 na polu walki, optując za większym i dwusilnikowym F/A-18. Kiedy po latach zapytano go, czy nadal uważa, że F-16 jest mało odporny w walce odpowiedział: nie myliłem się wtedy, gdy tak mówiłem. Nadal uważam, że gdyby były one trafione, nie zostałby po nich nawet najmniejszy ślad. Czy to moja wina, że żaden z nich nie został trafiony? Wypowiedź tę można wyjaśnić na przykładzie II wojny światowej, brytyjski bombowiec Wellington był co prawda o wiele odporniejszy od drewnianego Mosquito, ale te ostatnie ponosiły mniejsze straty. Ich atutem była nie odporność konstrukcji na ogień przeciwnika, lecz duża prędkość i pułap lotu. Podobnie jest z F-16 – dzięki swej zwrotności i środkom walki radioelektronicznej najczęściej unika on trafienia.
Łącznie izraelskim F-16 przypisuje się 52 zestrzelenia powietrzne (2 śmigłowce i 6 samolotów zestrzelonych przed bitwą oraz 44 w czasie bitwy nad Bekaa).

## Stany Zjednoczone

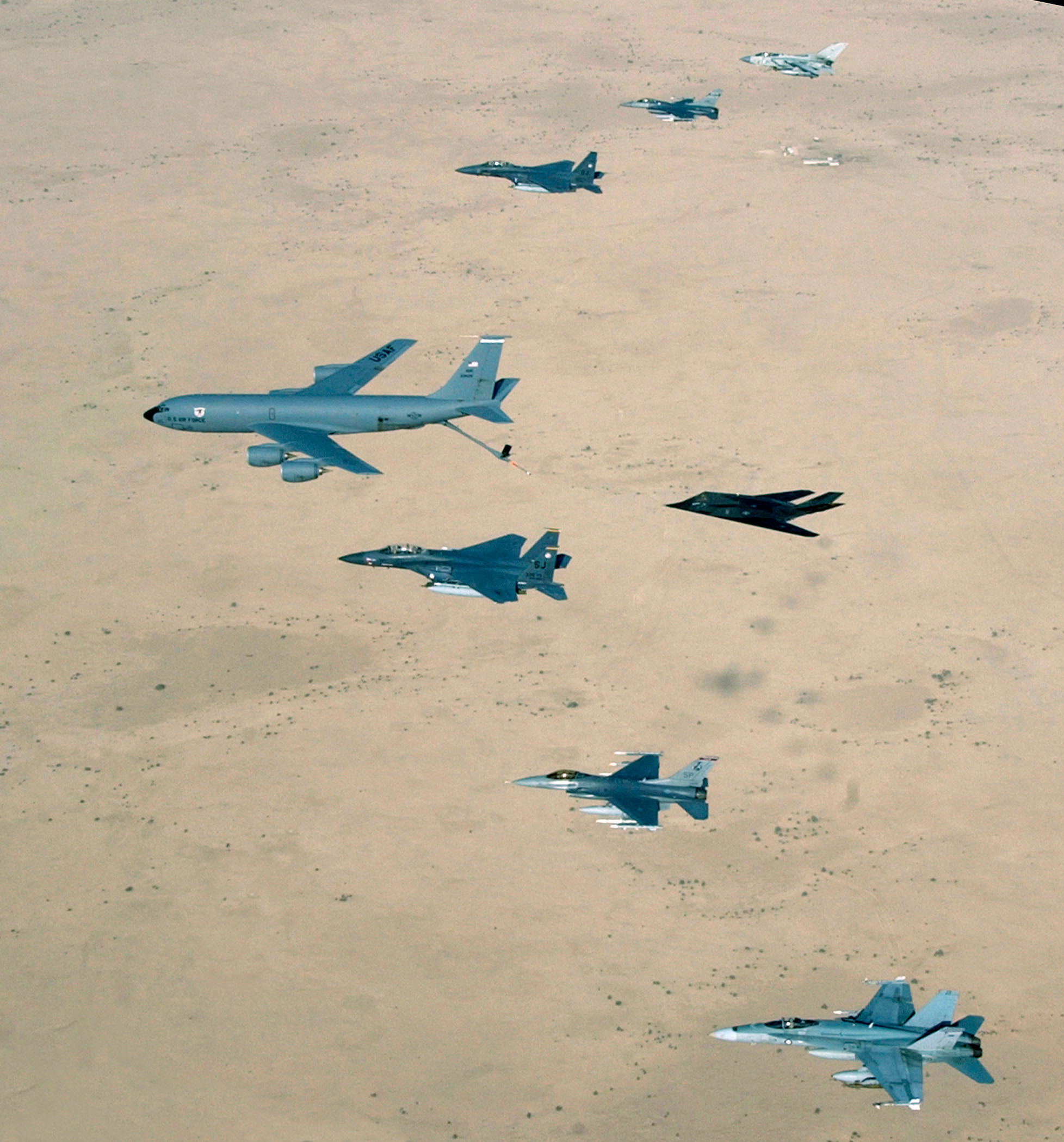
COMAO, w skład którego wchodzą m.in. F-16 Fighting Falcon (drugi od góry i drugi od dołu), nad Irakiem

### Operacja Pustynna Burza
Amerykańskie F-16 wkroczyły do akcji prawie dziesięć lat później niż izraelskie. Ich prawdziwym debiutem (nie licząc potyczek w Panamie i na Grenadzie) była operacja Pustynna Burza. Był to najliczniejszy typ spośród wszystkich użytych w Zatoce Perskiej samolotów amerykańskich – 249 sztuk.
W toku operacji Pustynna Burza F-16 wykonały 13 500 lotów bojowych, z czego ok. 4000 w nocy.
Średni czas trwania lotu bojowego wynosił 3,25 godziny. Stanowi to aż 34% wszystkich lotów bojowych USAF, można więc powiedzieć, że F-16 odegrały główną rolę w działaniach bojowych USAF w operacji Pustynna Burza.
Stracono pięć samolotów, czyli jeden na przeszło 2000 misji. Cztery inne samoloty zniszczono w wypadkach. 3 września 1990 F-16C-25 83-1151 z 33. TFS 363. TFW (P) zapalił się w czasie lotu treningowego. Jego pilot, kpt. Richard Setzer, został ostrzeżony przez swego prowadzącego, który zauważył płomienie i zdołał opuścić samolot. 16 lutego 1991 F-16C Block 25 84-1379 z 17. TFS 363. TFW rozbił się w czasie podejścia do lądowania, a jego pilot kpt. Dale T. Cormier zginął. 21 lutego inny F-16 zapalił się w czasie tankowania powietrznego. Pilot zdołał się szybko odłączyć od przewodu zasilającego, a następnie bezpiecznie opuścił samolot. Ostatni F-16 rozbił się 13 marca 1991, a jego pilot uratował się.

#### Oddziały wyposażone w F-16
F-16 latały w pięciu, tymczasowo sformowanych skrzydłach, na bazie dowództw przerzuconych z USA (3 skrzydła) i z Europy (2):
- 388. Tactical Fighter Wing (Provisional), bazujące w Alminhad w Zjednoczonych Emiratach Arabskich (w USA w bazie Hill w stanie Utah), składało się z najnowszych maszyn F-16C/D Block 40. W jego skład włączono dywizjony 388. Skrzydła: 4. i 421. TFS i jeden z 347th TFW, z bazy Moody w stanie Georgia: 69. TFS. Niektóre samoloty F-16C-40 i F-16D-40 były wyposażone w nawigacyjny zasobnik układu LANTIRN[e].
- 401. TFW (P) składało się z F-16C/D Block 30 działających z Kataru. Dowództwo skrzydła wraz z jego 614. Dywizjonem przerzucono z bazy Torrejon w Hiszpanii.
- 7740. Composite Wing (Provisional), sformowane od podstaw w bazie Incirlik w Turcji, było drugą jednostką Block 30. Poza innymi dywizjonami dysponowało ono wydzielonym z 401. Skrzydła pododdziałem i 23. Dywizjonem 52. Skrzydła, latającym na F-16C/D-30 i na F-4G.
- 363. TFW (P), bazujące w czasie operacji w bazie Al Dafra w Zjednoczonych Emiratach Arabskich, a w czasie pokoju w Shaw w Karolinie Południowej, składało się z maszyn F-16C/D-25. Skrzydło miało do dyspozycji dwa własne dywizjony: 17. i 33. oraz jeden pochodzący z 50. TFW z Hahn w Niemczech: 10. TFS.
- 4. TFW (P), bazujące w Al Kharj w Arabii Saudyjskiej, składało się z najstarszych F-16A/B Block 10, które należały do dwóch dywizjonów Gwardii Narodowej: 157. TFS ze 169. Grupy Gwardii stanu Karolina Południowa i 138 TFS ze 174 Grupy Gwardii stanu Nowy Jork wykonywały głównie zadania na Kuwejckim Obszarze Operacyjnym, realizując początkowo ogólne, pośrednie wsparcie wojsk lądowych, a później także bezpośrednie, razem z samolotami A-10A.

#### Styczeń
Pierwsze F-16 ruszyły na Irak już o świcie 17 stycznia. W pierwszym okresie wojny bombardowały one koszary, instalacje wojskowe, zakłady przemysłowe, rafinerie naftowe, elektrownie, węzły kolejowe i drogowe. Położenie celów zmuszało do zabierania dwóch zbiorników podwieszanych o pojemności 1400 dm³. Ponieważ pod kadłub zawsze podwieszano zasobnik zakłócający (samoloty przebazowane z Europy AN/ALQ-131, a te z USA starszy AN/ALQ-119), to na ładunek bojowy zostawały już tylko dwa środkowe zaczepy podskrzydłowe. Na początku wojny używano głównie klasycznych bomb Mark 84 o masie 900 kg, a także kaset z amunicją odłamkową SUU-33 lub przeciwpancerną Mk 20 Rockeye. Na zewnętrznych podwieszeniach podskrzydłowych i na ich końcach zabierano początkowo 4, a w późniejszym okresie tylko 2 pociski AIM-9M Sidewinder do obrony na wypadek ataku irackich myśliwców. F-16 brały też udział w popołudniowym nalocie na obiekty w Iraku. Na grupę 24 F-16 ruszyła para irackich MiG-29. Oba zostały zestrzelone przez osłaniające grupę uderzeniową F-15C.
19 stycznia 1991 F-16 po raz pierwszy pojawiły się w rejonie Bagdadu. Był to pierwszy dzienny nalot sprzymierzonych na obiekty położone w irackiej stolicy i w jej okolicach. F-16 stanowiące część bardzo dużej grupy uderzeniowej wróciły bez strat. Następnego dnia, 20 stycznia, nalot powtórzono. Brało w nim udział aż 60 maszyn F-16. W rejonie Bagdadu samoloty dostały się w pułapkę przeciwlotniczą. Rozmieszczone tam potajemnie baterie rakiet przeciwlotniczych przepuściły pierwszą grupą atakujących samolotów, w której leciały F-4G uzbrojone w Harmy. Skoncentrowany ogień licznych, przeważnie kierowanych optycznie (bez włączania stacji radiolokacyjnej) baterii rakiet synchronizowano z lufową artylerią przeciwlotniczą różnych kalibrów.
W pułapkę dostały się F-16C-30 z 614. Dywizjonu 401. Skrzydła. Do dziś nie wiadomo, czy samolot 87-0257 pilotowany przez kpt. Mike Cujo Robertsa trafiły odłamki blisko wybuchającej rakiety przeciwlotniczej (S-125 Newa?), czy padł on ofiarą dział przeciwlotniczych. Kpt. Roberts zdołał się katapultować, ale natychmiast po lądowaniu został wzięty do niewoli. Tymczasem inny F-16C, mjr. Jeffa Tico Tice’a otrzymał bezpośrednie trafienie pociskiem z działka małego kalibru. Ciśnienie oleju w instalacji smarowania silnika spadło do zera. Mjr Tice zdołał dolecieć na odległość ok. 70 km od granicy z Arabią Saudyjską, gdy po zatarciu się silnika został zmuszony do katapultowania. Pilot natrafił na grupę Beduinów, całkowicie obojętnych wobec toczącej się wokół wojny. Przez pewien czas zastanawiali się oni, czy niefortunnego lotnika przekazać Irakijczykom, czy Amerykanom. Ostatecznie wybrali jednak to drugie rozwiązanie.
Pod koniec stycznia wysiłek F-16 przeniesiono w kierunku izolacji pola walki. Głównym ich celem stały się teraz szlaki zaopatrzenia wojsk, linie komunikacyjne. Częściej stosowano bomby kasetowe i bomby Mk82 225 kg podwieszane na trójzaczepowych belkach w miejsce bomb 900 kg. W jednym z ataków na konwój ciężarówek wojskowych w Kuwejcie zrzucona z F-16C należącego do 614. dywizjonu bomba wybuchła w kilka sekund po zwolnieniu z zamka. Przyczyną był wadliwie działający zapalnik FMU-139. Poważnie uszkodzony samolot zdołał jednak dolecieć nad morze, gdzie pilot się katapultował. Następnie został on podjęty z wody przez śmigłowiec ratowniczy SH-60B z dywizjonu HSL-44, należący do fregaty rakietowej USS „Nicholas”.

#### Luty

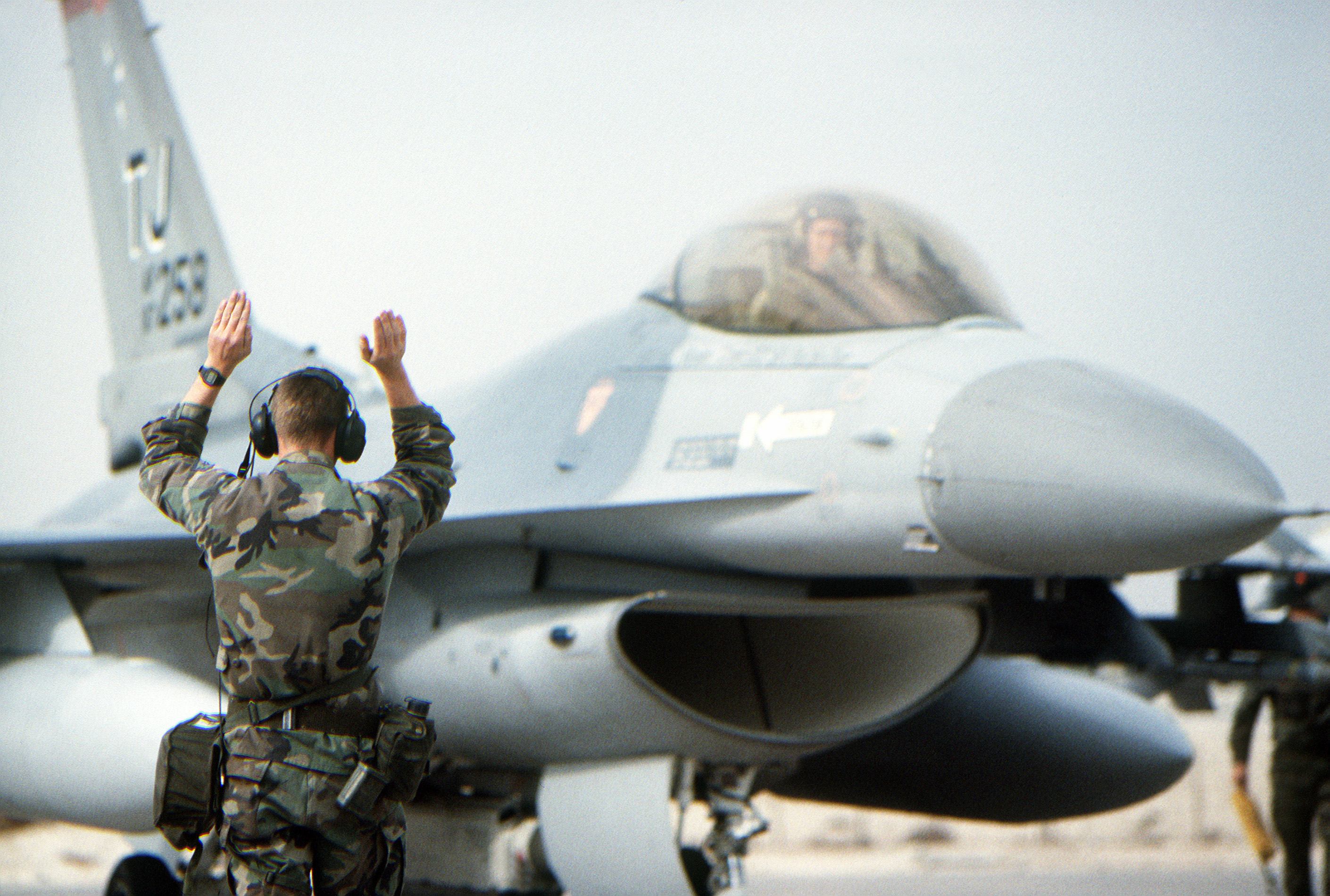
F-16C z 614. Eskadry przed startem do lotu bojowego

Od początków lutego głównym zadaniem F-16 stało się bezpośrednie przygotowanie do rozpoczęcia działań na lądzie. Celem działań prowadzonych w tym czasie było osłabienie irackiej obrony poprzez wyeliminowanie z wojsk jak największej liczby czołgów, transporterów opancerzonych, baterii artyleryjskich, punktów ogniowych, stanowisk dowodzenia oddziałów i związków taktycznych wojsk lądowych, ich systemu łączności. Uderzenia wykonywano na całą głębokość irackiego ugrupowania, osłabiając nie tylko pierwszą, lecz także kolejne linie obrony wojsk na Kuwejckim Obszarze Operacyjnym i przyległym do niego obszarach. W poważnym stopniu osłabiono też odwody, by ich późniejsze użycie nie miało większego znaczenia taktycznego.
Cały wspomniany obszar podzielono na killing boxes (w żargonie wojskowym – rejony zwalczania) o wymiarach 30-50 × 30–50 km. W każdym z rejonów działała para F-16D-40 wyposażonych w GPS i (najczęściej) nawigacyjny zasobnik systemu LANTIRN. Zadaniem tej pary, nazwanej Fast FAC (wysunięty oficer naprowadzania lecący na szybkim samolocie) było odszukanie wyznaczonych na ziemi celów i naprowadzenia na nie grup uderzeniowych (w każdym rejonie z Fast FAC współdziałała jedna grupa 4-8 F-16C). W przypadku, gdy obiekt był już zniszczony, lub gdy nie można było go znaleźć, grupę uderzeniową naprowadzano na inny, wykryty w czasie lotu obiekt ataku.
17 lutego 1991 w czasie ataku na jeden z takich celów pocisk z działka przeciwlotniczego trafił w wyprowadzający z nurkowania F-16C-25 84-1218 z 17 Dywizjonu 363. Skrzydła. 27-letni pilot z 33. Dywizjonu tego samego skrzydła (wykonywał lot na samolocie nie ze swojego dywizjonu), kpt. Scott Spike Thomas wykatapultował się z palącego się samolotu i zdołał się ukryć. Do pozycji własnych wojsk było ok. 70 km. W nocy, wyposażone w LANTIRNY F-16C Block 40 z 69. Dywizjonu ruszyły na poszukiwanie zestrzelonego pilota. Udało się go zlokalizować i wysłać śmigłowiec ratowniczy UH-60. Kierowane przez AWACS-a F-16 przez cały czas osłaniały rejon akcji. Kpt. Thomas wrócił do bazy w niecałą dobę od zestrzelenia.
W dniach ofensywy lądowej (24–28 lutego) F-16 poza wypełnianiem dotychczasowych zadań wykonały, obok A-10A, wiele lotów na bezpośrednie wsparcie walczących wojsk lądowych. W porównaniu do początkowego okresu wojny ładunek bojowy zwiększył się dwukrotnie, gdyż nie było już konieczności zabierania zbiorników dodatkowych. W czasie ataków na elementy ugrupowania wojsk irackich (punkty oporu, stanowiska artylerii, pozycje obrony czołgów i zmechanizowanej piechoty) będących w kontakcie bojowym z pododdziałami wojsk koalicji F-16 kierował na cel oficer naprowadzania (FAC – Forward Air Controler), siedzący na umocnionym stanowisku w transporterze opancerzonym, w odległości kilkuset metrów od przedniego skraju wojsk własnych. Najczęściej wskazywane przez niego cele były w zasięgu jego wzroku, czasem w ich umiejscowieniu pomagali zwiadowcy zapuszczający się w głąb irackiej obrony.
Każda walcząca dywizja miała swojego własnego oficera łącznikowego lotnictwa (ALO – Air Liaison Officer), który decydował o sposobie użycia wspierającego ją lotnictwa, zarówno organicznych pododdziałów śmigłowców, jak i przydzielonych na określony czas konkretnych działań (przełamanie obrony, pościg za nieprzyjacielem) samolotów USAF. ALO podlegało kilka posterunków naprowadzania lotnictwa pod dowództwem poszczególnych FAC. Wezwana do określonej akcji grupa samolotów zgłaszała się przez radio do ALO i otrzymywała tzw. pre-briefing, czyli wstępne dane o jej celu, pogodzie w rejonie, aktywności własnej i przeciwnika. Następnie ALO przekazywał grupę FAC-owi który miał cel w zasięgu obserwacji. W wyjątkowych przypadkach sam celu nie widział, ale miał łączność z pododdziałem rozpoznawczym, który udzielał szczegółowych wskazówek co do jego położenia i wyglądu.
Zwykle obiekt ataku był samolotom przekazywany metodą tzw. jednostek (unit). W czasie dolotu jeszcze nad wojskami własnymi podawał prowadzącemu grupę samolotów dwa widoczne jednocześnie punkty orientacyjne, a odległość między nimi to była właśnie unit. Zwykle jeden z wymienionych punktów orientacyjnych był tzw. IP (Initial Point – punkt wyjściowy, odpowiada to mniej więcej polskiemu pojęciu „początkowy punkt drogi bojowej”). FAC posługując się IP podawał bearing, czyli namiar na cel i odległość do niego w „jednostkach” (np. your target is an arty coy, bearing zero seven zero, three units from IP. Report when visual – Twój cel to bateria artylerii, namiar 070, trzy „jednostki” od IP. Zgłoś kontakt wzrokowy). Dopiero, kiedy pilot zameldował Target on sight, switches hot, czyli cel w polu widzenia, przyciski gorące (to ostatnie odnosiło się do uzbrojenia gotowego do użycia), FAC podawał mu zgodę na atak – Cleared for attack, one pass and break – zezwalam na atak, jedno zajście i odchodź. Bez zezwolenia od FAC-a atak był zabroniony.
Tę pozornie skomplikowaną procedurę wprowadzono głównie w celu uniknięcia przypadkowego porażenia wojsk własnych. W większości przypadków była to procedura skuteczna i nie tak skomplikowana jak by się mogło wydawać. W wykonywaniu zadań bliskiego wsparcia wyspecjalizował się 138. Dywizjon 174. Grupy Gwardii Narodowej. W toku działań Boys from Syracuse wykonali ponad 1000 lotów, nie tracąc ani jednego ze swoich F-16A-10.
Nie udało się to natomiast kpt. Williamowi F. Andrewsowi z 10. Dywizjonu z bazy Hahn w Niemczech, działającego w „Pustynnej Burzy” w ramach 363. TFW (P). Jego F-16C-25 84-1390 został trafiony rakietą Igła wystrzeloną przez irackiego żołnierza. Andrews po katapultowaniu wylądował bardzo blisko operatora Igły, w czasie gdy ten przygotowywał do użycia kolejny pocisk, celując do innego F-16C. Amerykanin niewiele myśląc wyjął pistolet i zaczął strzelać. Operator wyrzutni wraz ze swoim pomocnikiem padli na ziemię i odpowiedzieli ogniem, ale stracili okazję do odpalenia kolejnego pocisku. W powstałym zamieszaniu pilot F-16 zdołał się ukryć. Wysłany mu na pomoc śmigłowiec UH-60 ze 101. dywizji powietrzno-szturmowej został zestrzelony. Z ośmiu osób jego załogi pięć zginęło na miejscu. Trzy pozostałe, w tym kobieta, chirurg mjr Rhonda L. Cornum, dostali się do niewoli, podobnie jak i pilot F-16. Po powrocie do kraju za ocalenie kolejnego samolotu przed zestrzeleniem kpt. Andrews otrzymał Air Force Cross.

### Operacja Nothern Watch i Southern Watch
Począwszy od 1991 samoloty F-16 uczestniczą w egzekwowaniu rezolucji ONZ o strefie bez lotów (No Fly Zone – NFZ) w południowym i północnym Iraku. Działania te są objęte operacjami (odpowiednio „Southern Watch” i „Nothern Watch”) Poszczególne jednostki na zmianę utrzymują wydzielone pododdziały (Detachment) w Arabii Saudyjskiej i w Turcji.

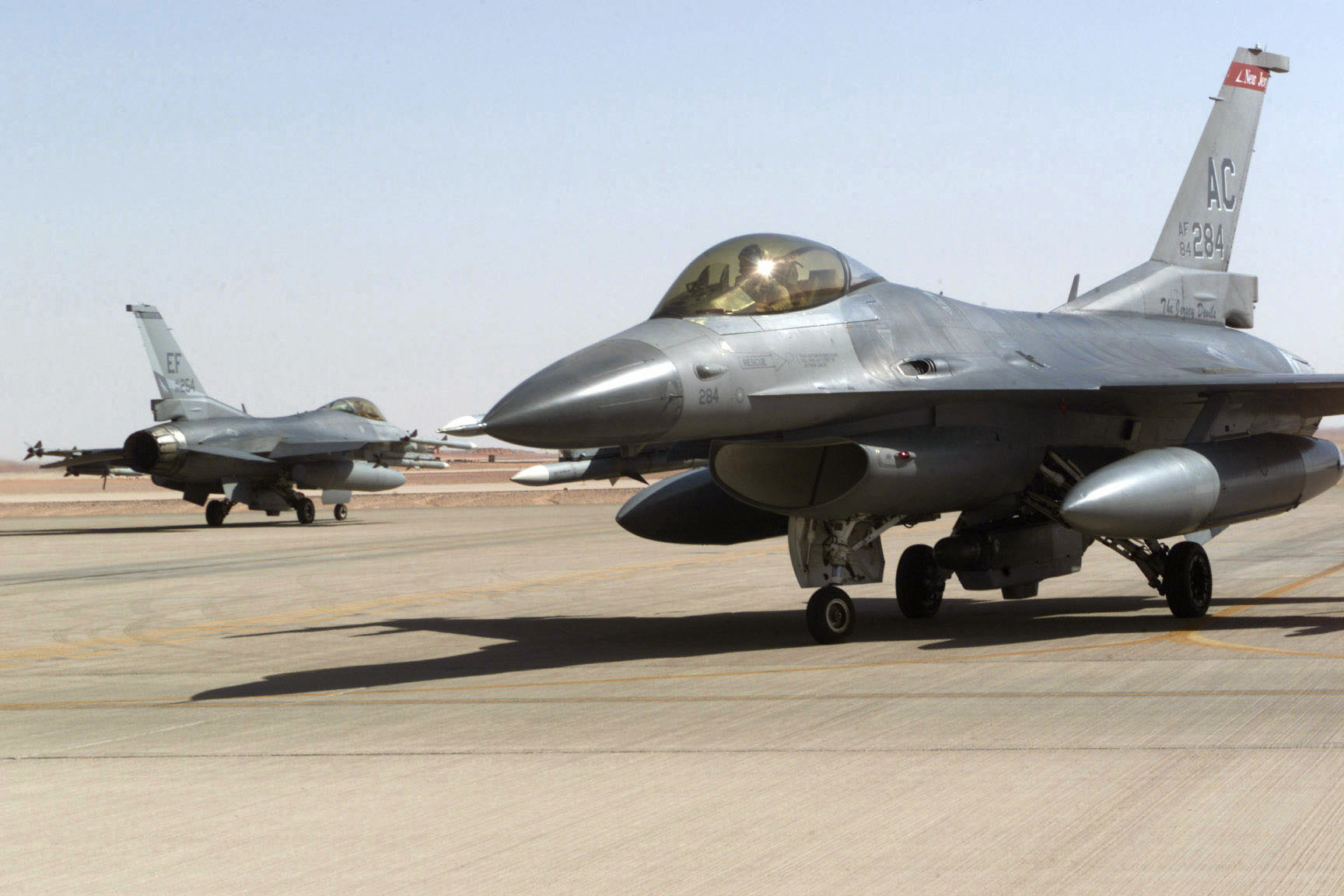
Para F-16 w Arabii Saudyjskiej w ramach operacji „Southern Watch”

W drugiej połowie 1992 taki pododdział wydzielony z 33. Dywizjonu 363. Skrzydła Myśliwskiego bazował w bazie Az-Zahran w Arabii Saudyjskiej. 363. Skrzydło przezbroiło się w międzyczasie na nowsze F-16C/D Block 42. Samoloty wykonywały patrole w NFZ uzbrojone m.in. w pociski AIM-120 AMRAAM, umożliwiające wykonanie ataku spoza zasięgu wzrokowej widzialności celu powietrznego. 27 grudnia 1992 AWACS wykrył w NFZ samolot naruszający zakaz lotów – był nim iracki MiG-25. Po podjęciu decyzji o jego zestrzeleniu naprowadzono na niego F-16D Block 42; mimo że był to samolot w wersji duwosobowej, w kabinie znajdował się tylko pilot, podpułkownik Gary North. Do zestrzelenia użyto odpalonego z niedużej odległości pocisku AMRAAM. Było to pierwsze zestrzelenie uzyskane zarówno przez F-16 US Air Force, jak i przez AMRAAM-a.
Miesiąc później, 16 stycznia 1993, F-16 ponownie użyły AMRAAM-a – tym razem ofiarą padł iracki MiG-29. Zwycięstwo uzyskał pilot z 23. Dywizjonu Myśliwskiego z 52. Skrzydła Myśliwskiego, operujący z Turcji.

### Operacja Deny Flight
Z chwilą, gdy 22 lipca 1993 NATO ogłosiło, że jest gotowe do wsparcia ówczesnego UNPROFOR (sił ochronnych ONZ w byłej Jugosławii) operacja Deny Flight trwająca formalnie od kwietnia 1993 została znacząco rozwinięta. Celem działań prowadzonych wspólnie przez różne państwa NATO jest powietrzne wsparcie procesów pokojowych w tym rejonie Europy.
F-16 rozpoczęły loty patrolowe nad Bośnią jeszcze przed tą oficjalną datą – już od 2 lipca. Były to samoloty F-16C z 23. Dywizjonu 52. Skrzydła przerzuconego wcześniej do bazy Aviano we Włoszech ze Spangdahlem w Niemczech. Trzy miesiące później zastąpił ją 512. TFS z 86. TFW, z bazy Ramstein w Niemczech. Niedługo potem dołączyło do niej 10 holenderskich F-16A z 306. Dywizjonu z Volkel. W lipcu na jednym z F-16C odmówił posłuszeństwa system hydrauliczny. Samolot lądował przymusowo na chorwackim lotnisku w Splicie. Po naprawie trwającej jedną noc samolot wrócił do Aviano. 11 sierpnia 1993 rozbił się F-16C z 23. Dywizjonu, pilotowany przez płk. Donalda Mertona, szefa służby operacyjnej amerykańskiej 16. Armii Lotniczej. Po katapultowaniu nad Morzem Adriatyckim pilot został uratowany przez śmigłowiec.

#### Atak na lotnisko w Udbinie
Jedną z najsłynniejszych akcji, w której brały udział F-16, był atak na lotnisko Udbina w serbskiej Krajinie. Na lotnisku stacjonowały 4 J-22 Orao, 4 G-4 Super Galeb, 6 J-21 Jastreb i G-2 Galeb, 1 Mi-8 i 4 SA-341/342 Gazelle. Wymienione samoloty i śmigłowce wielokrotnie uczestniczyły w różnych akcjach bojowych, w tym kilkakrotnie w rejonie odpowiedzialności Polskiego Batalionu Piechoty sił UNPROFOR. W dniach od 9 do 19 listopada 1993 w czasie powstania separatysty muzułmańskiego Fikreta Abdica w tzw. Kieszeni Bihackiej wybuchły ciężkie walki pomiędzy wojskami Abdica wspieranymi przez Serbów a wiernymi rządowi w Sarajewie bośniackimi oddziałami V Korpusu. Znaczna część działań toczyła się w pobliżu polskich posterunków m.in. w Trzackiej Rasteli. W rejonie tym, oraz w pobliskim Bihacu pozycje bośniackie były wielokrotnie atakowane przez serbskie samoloty i śmigłowce startujące z Udbiny. Używały one pocisków kierowanych Maverick, bomb burzących, kasetowych i napalmowych. Gazelle odpalały pociski 9M14 Malutka. Serbowie nie przestrzegali strefy bez lotów. Wtedy zapadła decyzja o zniszczeniu jedynego przydatnego dla odrzutowców lotniska w Krajinie – Udbiny.
Akcję zaplanowaną w dowództwie NATO-wskiej 5 Sojuszniczej Taktycznej Armii Lotniczej przeprowadzono 21 listopada 1993. Wśród wyznaczonych do grupy uderzeniowej samolotów znajdowało się: 6 F-15E z 492. TFS, 10 F-16C z 555. TFS, 4 brytyjskie i 2 francuskie Jaguary (te ostatnie z EC 11), 2 Mirage 2000N-K2 z EC 4 i 4 holenderskie F-16A z 315. Dywizjonu. Samoloty te bazowały w Aviano, Goia del Colle, Istrana, Cervia i Villafranca. Aby utorować im drogę do zwalczania środków OP, wyznaczono grupę 4 F/A-18D z VMFA (AW) – 332.
Wszystkie te grupy około godz. 1300 21 listopada znalazły się w powietrzu. W drodze do celu samoloty tankowały się z amerykańskich KC-135R i francuskich C-135FR. Lot koordynowały dwa AWACS-y: NATO-wski E-3A i brytyjski E-3D. Oficer dowodzący uderzeniem korzystał z dyżurującego w powietrzu EC-130E z 42nd Airborne Command and Control Squadron. W powietrzu oczekiwała też grupa ratownicza złożona z A-10A z 81. FS i należących do sił specjalnych MH-53J i HC-130, bazujących w Brindisi.
Jako pierwsze uderzyły F/A-18D, wsparte zakłóceniami z pojedynczego EF-111A. Dwa z nich odpaliły po jednym Harmie z odległości ok. 21 km. Zniszczyły one radiolokator kierowania ogniem baterii Kub. Ponieważ pozostałe radiolokatory osłaniającego lotnisko pułku Kubów wyłączono, druga para F/A-18D podeszła na ok. 13 km i podświetlając cel promieniem laserowym z podwieszonych zasobników odpaliły pociski AGM-65E Maverick. Tym razem trafiono w wyrzutnię. Po tej stracie rakietowa OPL lotniska pozostała bierna. Ponieważ jednak założeniem akcji było zniszczenie lotniska przy zadaniu Serbom minimalnych, niezbędnych do osiągnięcia celu strat, pozostałe wyrzutnie pozostawiono nietknięte. Hornety krążyły jednak dalej w rejonie akcji z odpowiednim zapasem Harmów i Mavericków, gotowe do natychmiastowego zaatakowania OPL w przypadku jej uaktywnienia.
W tym czasie kierowane laserowo bomby zrzucone z F-15E wyrwały kilka dziur w pasie startowym. Wtedy kolejne grupy samolotów brytyjskich i francuskich oraz holenderskie F-16A zrzuciły z lotu nurkowego burzące bomby wagomiaru 450–900 kg ostatecznie niszcząc pas. Na koniec amerykańskie F-16C częściowo zniszczyły, a częściowo zaminowały drogi kołowania, używając kaset bombowych CBU-87. Działa przeciwlotnicze i odpalane z ramienia rakiety Strzała-2 nie dosięgnęły ani jednego NATO-wskiego samolotu, głównie dlatego, że te nie zniżały się zbytnio, zachowując cały czas stosunkowo dużą wysokość. O 1345 lotnisko w Udbinie przestało istnieć na skutek działania COMAO i nie zostało już odbudowane aż do chorwackiego odbicia Krajiny w sierpniu 1995.

#### Późniejsze akcje
W następnym tygodniu po zniszczeniu lotniska w Udbinie holenderskie F-16A z zasobnikami rozpoznawczymi oraz francuskie Mirage’e F1CR odnalazły i rozpoznały dywizjon S-75M Wołchow w pobliżu Okota, w rejonie przyległym do Kieszeni Bihackiej. Dywizjon ten, który 22 listopada ostrzelał dwa brytyjskie Sea Harriery, uszkadzając jeden z nich, został następnie zniszczony przez grupę samolotów F/A-18D, F-15E i francuskie Jaguary.
Wcześnie rano 28 lutego 1994 dyżurujący AWACS wykrył sześć serbskich samolotów w północnej części bośniackiej Strefie bez lotów. Dyżurująca w pobliżu para F-16C z 526. Dywizjonu 86. Skrzydła pod dowództwem kpt. Wrighta otrzymała zgodę na zniżanie w celu rozpoznania intruzów. Pilot czołowego F-16C rozpoznał wzrokowo parę Super Galebów, a chwilę później dostrzegł także lecące przed nimi cztery inne samoloty tego typu. Przez 7 minut para F-16C leciała za serbskimi samolotami, w tym czasie AWACS na częstotliwości radiowej Super Galebów powtórzył kilka ostrzeżeń, nakazując samolotom natychmiastowe przerwanie zadania i powróć na lotnisko. Gdy serbskie samoloty rozpoczęły nurkowanie w stronę swojego celu, F-16 otrzymały zgodę na otwarcie ognia. Prowadzący F-16C 89-2137 lecąc z prędkością ponad 700 km/h dokładnie o 5:25 odpalił AIM-120A zestrzeliwując wyprowadzający z ataku samolot. W pogoni za uciekającą grupą odpalił kolejno dwa Sidewindery, za każdym razem niszcząc kolejny samolot. W tym czasie jego prowadzony (kpt. Scott O’Grady) nie brał udziału w walce osłaniając swego dowódcę z dużej odległości na wypadek niespodziewanego pojawienia się serbskich MiG-ów. Wkrótce nadleciała następna para F-16C prowadzona przez innego pilota 526. Dywizjonu na samolocie 89-2009. Odpalił on Sidewindera uzyskując czwarte zestrzelenie dla Amerykanów. Dwa pozostałe samoloty serbskie umknęły wykorzystując górskie doliny jako kryjówkę. Na razie nie podano nazwiska drugiego pilota, któremu przyznano czwarte zestrzelenie. Uzyskano je zużywając jeden pocisk Amraam i trzy Sidewinder (za każdym razem strzelano tylko jedną rakietę).
2 czerwca 1995 serbska rakieta przeciwlotnicza Kub trafiła w F-16C z 555. Dywizjonu 31. Skrzydła, pilotowanego przez kpt. Scotta F. O’Grady.

### Deliberate Force
Operacja „Deliberate Force” w pewnym sensie stanowi zaprzeczenie przykładu Rolling Thunder, jako że bezpośrednio przyczyniła się do zmiany stanowiska nieugiętych dotąd tak zwanych „twardogłowych”, a ponadto była to operacja przeprowadzona przez siły NATO, których przeciwnikiem byli Serbowie, podobnie jak w operacji „Allied Force”.
Scenariusz wydarzeń był w zasadzie bardzo podobny, choć rozgrywały się one nie na rdzennych ziemiach serbskich, lecz w sąsiedniej Bośni i Hercegowinie. Wojna trwała tam już od trzech lat, a strony konfliktu nie godziły się na różne rozwiązania pokojowe, przygotowywane przez ONZ i międzynarodowych mediatorów. Latem 1995 Serbowie nasilili czystki etniczne muzułmańskiej ludności w Bośni, nie pomogło utworzenie tzw. Stref Bezpieczeństwa ONZ, wokół Bihaca, Gorażde, Tuzli, Srebrenicy i Sarajewa. W lipcu i w sierpniu NATO, mające poparcie Rady Bezpieczeństwa ONZ zagroziło wykonaniem uderzeń lotniczych na serbskie obiekty wojskowe w Bośni. 20 sierpnia wystosowano ostre i wydawałoby się jednoznaczne ostrzeżenie. W odpowiedzi Serbowie nasilili działania, wkraczając do obszarów wokół Srebrenicy (11 lipca) i Zepy (26 lipca) oraz wzmagając ostrzał Sarajewa i Bihaca.
Uderzenia na wybrane obiekty rozpoczęły się 30 sierpnia 1995, brały w nim udział samoloty USA (65% wszystkich lotów), Wielkiej Brytanii, Francji, Holandii, Niemiec, Włoch, Hiszpanii i Turcji, a także samoloty E-3A Sentry należące do NATO-wskiej jednostki NAEW. Celami uderzeń były zgrupowania ciężkiego sprzętu, a głównie artylerii ostrzeliwującej Sarajewo, system dowodzenia i łączności wojsk – stanowiska dowodzenia, centra łączności itd., obiekty o kluczowym znaczeniu dla prowadzenia działań – składy logistyczne i amunicji, a także wybrane elementy infrastruktury komunikacyjnej.
W wyniku stosunkowo skutecznych uderzeń, w których użyto znaczną ilość amunicji precyzyjnej (ok. 70% wszystkich środków bojowych, odpalono też 13 pocisków Tomahawk) 14 września 1995 gen. Ratko Mladić, dowódca Armii Republiki Serbskiej (Serbów Bośniackich) zgodził się na warunki zawieszenia broni podyktowane przez dowódcę sił UNPROFOR (United Nations Protection Force). Podpisane zawieszenie broni, dało podstawy do dalszego dialogu, zakończonego wynegocjowanym porozumieniem o trwałym charakterze, zainicjowanym 21 listopada 1995 w bazie lotniczej Wright-Patterson pod Dayton w stanie Ohio, a ostatecznie podpisanym 14 grudnia 1995 w Paryżu (Dayton Peace Accords). W wyniku porozumienia strony zaprzestały działań bojowych w Bośni, przy czym Serbowie ostatecznie przyjęli warunki, które wcześniej określali jako nie do przyjęcia.

### Allied Force

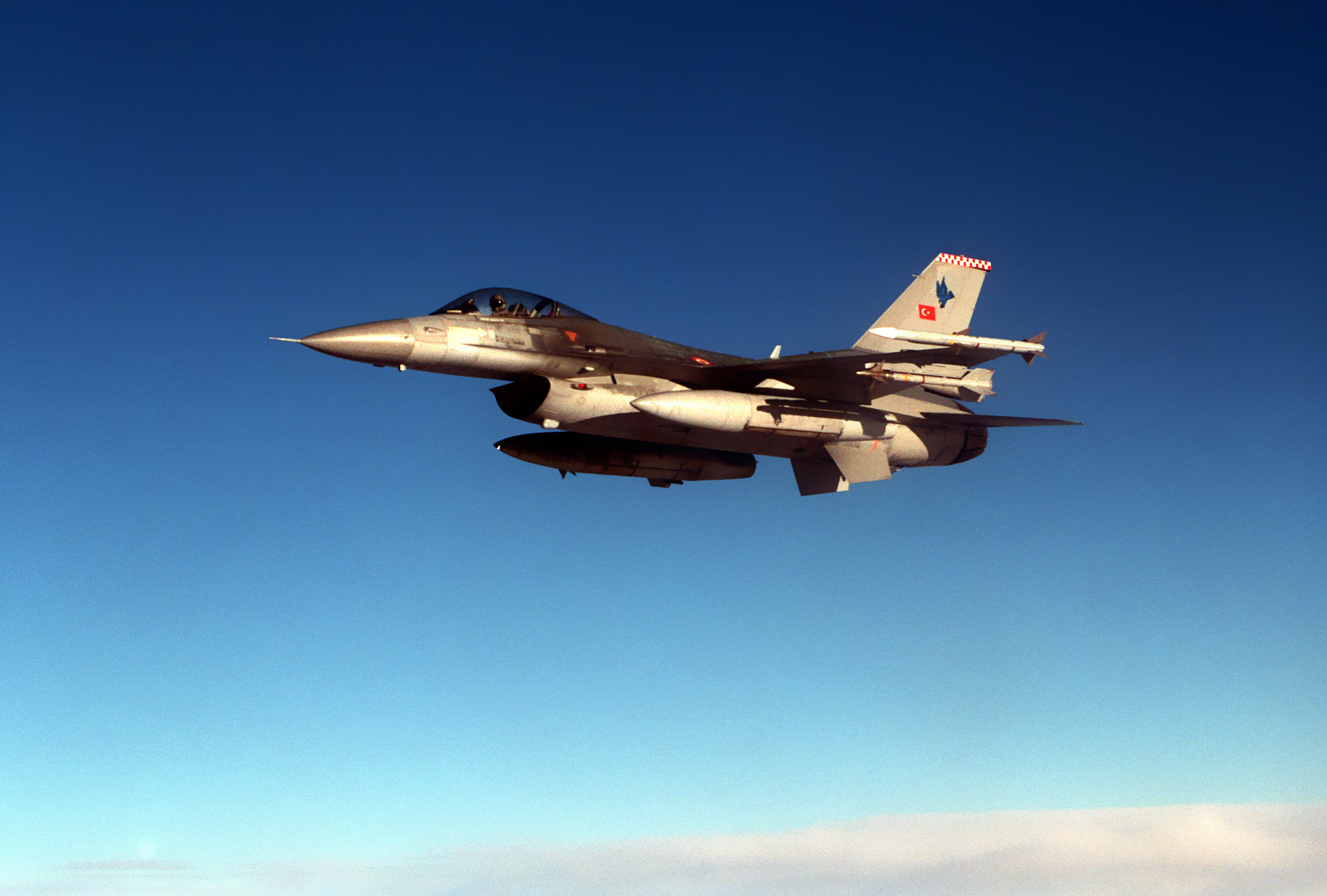
Turecki F-16C uczestniczący w operacji „Allied Force”

Już przed południem 24 marca z bazy Whiteman w Missouri wystartowały dwa Northropy B-2 Spirity należące do 509. Skrzydła Bombowego. Oba były załadowane 16 bombami GBU-29 JDAM. B-2A, kilkakrotnie tankowane w powietrzu, ruszyły w długą drogę przez Atlantyk, a następnie Morze Śródziemne. Tymczasem z Fairford w Wielkiej Brytanii wystartowały 4 uzbrojone w AGM-86C bombowce B-52H należące do 2. Skrzydła Bombowego.
Uderzenie rozpoczęło się ok. 18:00 czasu lokalnego, krótko po zapadnięciu ciemności. Pierwsza faza operacji Allied Force miała na celu wywalczenie powietrznej przewagi w skali teatru działań, obiektami ataku były więc: posterunki radiolokacyjne, stanowiska dowodzenia systemu obroną powietrzną, stanowiska rakiet przeciwlotniczych i lotniska. W pierwszej fali ataku brały udział wyłącznie pociski manewrujące i B-2A. Około 50 AGM-86C odpalono z czterech B-52H, a ok. 20 BGM-109C/D wystrzeliły cztery okręty. Większość pocisków atakowała posterunki radiolokacyjne, półstałe stanowiska rakietowych zestawów przeciwlotniczych S-75/S-125, słabo umocnione stanowiska dowodzenia obroną powietrzną.
Zaraz po uderzeniu rakietowym samoloty B-2A zaatakowały z dużej wysokości silnie umocnione, podziemne stanowiska dowodzenia wchodzące w skład systemu OP oraz systemu kierowania siłami zbrojnymi. Cele B-2A leżały wokół Belgradu, najsilniej bronionego celu Jugosławii. Po obezwładnieniu systemu dowodzenia OP (zniszczono stanowiska dowodzenia w Batajnicy, w Golubovcach, w Ponikvach, w Ladjevcach, w Slatinie, w Niszu i w Somborze) oraz po odcięciu informacji o sytuacji powietrznej ruszyła druga fala ataku, złożona z samolotów taktycznych, podzielonych na kategorie:
- grupa maszyn przełamywania obrony powietrznej – w tej grupie, poza amerykańskimi F-16C Block 50, wydzielonymi z 23. Dywizjonu 52. Skrzydła (a włączonymi w skład 31st Air Expeditionary Wing) w działaniach przeciwko serbskim pozycjom rakiet przeciwlotniczych wzięły też udział niemieckie Tornada ECR. Zadanie tych maszyn było dodatkowo ułatwione wsparciem radioelektronicznym samolotów EA-6B z VMAQ-1 i VMAQ-2 (bazujące w Aviano) oraz dzięki zakłóceniom sieci dowodzenia, prowadzonym przez samolot EC-130H Compass Call z 43. Dywizjonu WRe 355. Skrzydła.
- grupa atakowania lotnisk lotnictwa myśliwskiego – lotniska atakowały bombami kierowanymi samoloty F-117A i F-15E.
- grupa myśliwców eskorty – eskortę tworzyły F-15C, holenderskie F-16A MLU z 322. Dywizjonu, duńskie F-16A MLU z 730. Dywizjonu, holenderskie F-16A z 323. Dywizjonu, belgijskie F-16A z 1. Dywizjonu, portugalskie F-16A z 201. Dywizjonu, norweskie F-16A z 338. Dywizjonu, kanadyjskie CF-18A z 425. Dywizjonu i hiszpańskie EF-18A z 12. Dywizjonu.

W czasie masowego uderzenia na system obrony powietrznej Jugosławii doszło do pierwszej walki powietrznej. Z Batajnicy pod Belgradem zdołało wystartować kilka MiG-29, należących do 127. Dywizjonu 204. Pułku Lotnictwa Myśliwskiego. Dwa zostały zestrzelone przez F-15C z 493. Dywizjony 48. Skrzydła Myśliwskiego, podczas gdy trzeci został trafiony przez F-16A MLU (J-063) z 322. Dywizjonu holenderskiego. Było to pierwsze zwycięstwo NATO-wskich F-16. Wszystkie 3 cele otrzymały trafienia rakietami AIM-120 AMRAAM. Kilka kolejnych samolotów zniszczono bombami kierowanymi na atakowanych lotniskach (Batajnica pod Belgradem i Slatina koło Pristiny).
Po wstępnym obezwładnieniu obrony powietrznej Jugosławii do ataku ruszyła trzecia fala samolotów NATO, której zadaniem było uderzenie na wybrane obiekty wojskowe, mające znaczenie dla potencjału obronnego państwa. Były to zakłady remontowe sprzętu przeciwlotniczego, co najmniej dwie elektrownie: pod Belgradem i w Pristinie, zakłady produkcji samolotów pod Pancevem, wybrane zakłady produkcji zbrojeniowej w Krjagulcu (tutaj produkuje się też samochody Zastava) oraz kilka składów amunicji. W atakach brały udział samoloty F-16C Block 40 z 31. Skrzydła (510. i 555. Dywizjonu) oraz tureckie F-16C Block 40 ze 182. Dywizjonu, brytyjskie Harriery GR.7, włoskie Tornada IDS. Skład grup uderzeniowych trzeciej fali ataku uzupełniały francuskie Mirage’e 2000D. Po zaatakowaniu około 40 celów naziemnych i zniszczeniu większości z nich, wszystkie samoloty NATO wróciły pomyślnie do swoich baz.
Działania pierwszej nocy były kontynuowane w podobny sposób przez kilka kolejnych dni – mniej więcej do końca marca. Zniszczono zakłady produkcji lotniczej i zakłady remontowe, obezwładniono lotnictwo Jugosławii. Lotnictwo Jugosławii wraz z jego całą infrastrukturą i zapleczem nie ma jednak większego znaczenia wobec działań w Kosowie. W żadnym bowiem razie nie mogło się ono równać z potęgą lotniczą NATO, a jugosłowiańskie wojska operujące w Kosowie mogły się bez niego obejść. Znacznie ważniejsza była próba niszczenia składów i zapasów amunicji oraz zakładów ją produkujących. W działaniach tych ponownie uczestniczyły F-16 z wymienionych wcześniej jednostek.
Po pierwszych pięciu dniach działań i wywalczeniu powietrznej przewagi siły NATO przystąpiły do drugiej fazy operacji. Wobec nieudanej próby wywarcia nacisku na prezydenta Miloševicia, wysiłek działań przeniesiono na zredukowanie potencjału bojowego Serbii do stopnia uniemożliwiającego jej prowadzenia działań przeciwko kosowskim Albańczykom.
Atakowanie jugosłowiańskich wojsk w Kosowie było jednak bardzo utrudnione. Działały one bowiem małymi grupami, ukrywając sprzęt bojowy w pobliżu obiektów cywilnych. Dodatkowo chęć uniknięcia strat od broni lufowej i przenośnych przeciwlotniczych zestawów rakietowych zmusza lotnictwo NATO do operowania na dużych wysokościach. Postanowiono uderzyć więc w system zaopatrywania wojsk, głównie w paliwo i amunicje.
Duże składy amunicyjne były niszczone już od początku operacji Allied Force. 27 marca NATO-wskie samoloty po raz pierwszy zaatakowały składy paliw na terenie Serbii. Kolejne ataki były skierowane nie tylko w magazyny paliw płynnych, ale także w rafinerie i inne instalacje związane z produkcją i przechowywaniem paliw.
W końcu marca rozpoczęto też poszukiwanie i zwalczanie polowych baz logistycznych bezpośrednio na terenie Kosowa. Serbowie, zdając sobie sprawę z zagrożenia dla własnego systemu zaopatrzenia, zaczęli tworzyć dobrze zamaskowane, polowe bazy logistyczne, które w dodatku często przenoszono z miejsca na miejsce. Utrudniało to ich wykrycie i zaatakowanie, w dodatku złe warunki atmosferyczne, jakie zapanowały nad Jugosławią na kolejne dwa tygodnie ograniczyły możliwości lotnictwa atakującego z dużej wysokości.
14 kwietnia para amerykańskich F-16C z 31. Skrzydła, operująca w rejonie Djakovicy, zaatakowała z dużej wysokości bombami kierowanymi coś, co wzięto kolumnę wojskową. W istocie był to eskortowany przez pojazdy wojskowe konwój uchodźców. Przypuszczalnie wojsko zmusiło Albańczyków do opuszczenia domostw, a następnie eskortowało konwój, nie pozwalając ludności na powrót do domów. Po ataku usunięto zniszczone pojazdy wojskowe i sprowadzono na miejsce telewizję, która na dowód kolejnej zbrodni NATO pokazała wozy, ciągniki i trupy. Incydent pod Djakovicą negatywnie wpłynął na opinię publiczną, jednak operację Allied Force kontynuowano.
Sparaliżowanie dopływu zaopatrzenia, przerwanie produkcji zbrojeniowej, pozbawienie Jugosławii zapasu paliw płynnych nie przyniosło zamierzonych rezultatów. W tej sytuacji NATO przystąpiło do trzeciej fazy operacji – zwalczania wojsk zaangażowanych w walki i czystki etniczne w Kosowie. Atakowanie wojsk zaczęło się 31 marca. Do poszukiwania i zwalczania zgrupowań wojsk i sprzętu bojowego ruszyły amerykańskie i tureckie F-16C, brytyjskie Harriery, francuskie Mirage 2000D i Jaguary, włoskie Tornado IDS. Początkowo samoloty te działały w grupach po 6-8, jednak po pierwszym tygodniu działań zmiana taktyki stała się konieczna, nie tylko ze względu na złą pogodę.
Początkowo spodziewano się szybko odnaleźć i zniszczyć liczne duże zgrupowania wojsk jugosłowiańskich, nic takiego jednak nie nastąpiło. Przeciwnik jakby zapadł się pod ziemię, to co z E-8C brano za duże kolumny wojskowe okazało się być tłumami uchodźców. Niejednokrotnie natrafiano na ślady walk, płonące wioski, odkryto nawet masowe groby. Nigdzie jednak nie było wojsk serbskich.
Tymczasem siły jugosłowiańskie, zarówno VJ (Vojska Jugoslavije) jak i MUP (Ministarstvo Unutrasnjih Poslova), rozproszyły się na małe grupy, ukrywając sprzęt bojowy we wsiach, w lasach i w małych miasteczkach. Większość działań prowadzono pod osłoną nocy, w dzień nawet i te małe pododdziały zaszywały się w ukryciu. Opór UCK był już symboliczny, Serbowie mogli więc sobie pozwolić na taki stopień rozproszenia sił. Aby prowadzić walkę z takim przeciwnikiem lotnictwo NATO zaczęło działać małymi grupami, przeważnie w parach po 2 samoloty. Obszar zwalczania wojsk lądowych podzielono na mniejsze strefy, przydzielając je określonym grupom. Starano się też tak dobrać trasy patrolowania wewnątrz strefy, by utrudnić przewidywanie, kiedy samoloty znajdą się ponownie nad tym samym punktem.
W czasie tych akcji doszło do kolejnej straty NATO: 2 maja 1999 ofiarą pocisku przeciwlotniczego Igła padł samolot F-16C Block 40 z 555. Dywizjonu 31. Skrzydła (88-0550). F-16 odegrały się dwa dni później, gdy pilot z 78. Dywizjonu 52. Skrzydła (o nieujawnionym dotąd nazwisku) lecąc na F-16C Block 50 zestrzelił pociskiem AIM-120B AMRAAM jugosłowiańskiego MiG-a-29. Jest to na razie ostatnie, 72. zwycięstwo powietrzne, odniesione na F-16.

### Desert Fox
Samoloty F-16 wzięły udział w operacji Pustynny Lis, która trwała od 16 do 19 grudnia 1998. Celem nalotów były irackie instalacje, w których – jak przypuszczano – produkowano lub składowano broń masowego rażenia.

### Iraqi Freedom

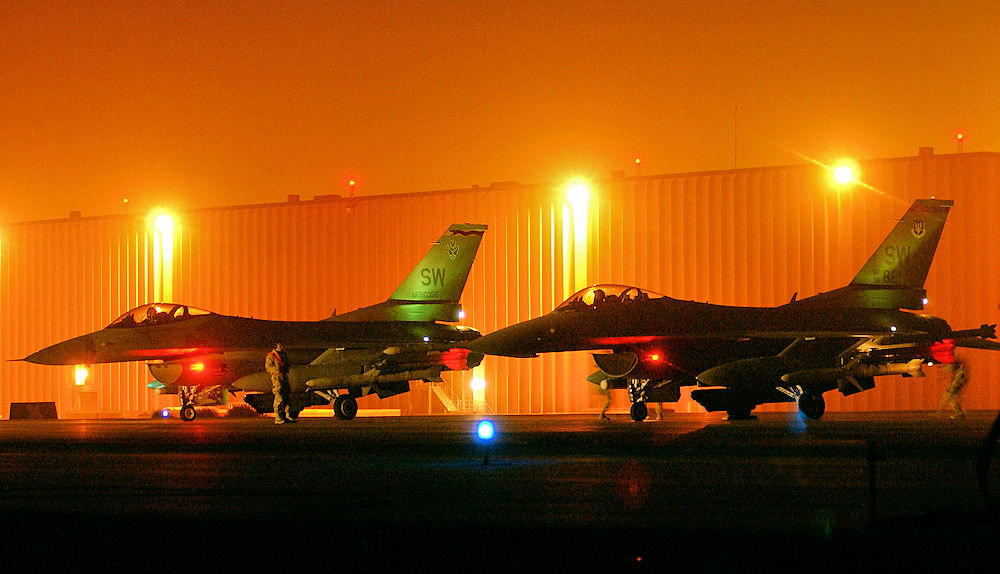
Para F-16 przygotowywana do startu do lotu bojowego

Samoloty F-16 wzięły udział w operacji „Iracka Wolność” rozpoczętej 20 marca 2003 przez USA, przy wsparciu koalicji złożonej z 40 państw. Z udziałem samolotu F-16 biorącego udział w operacji jako Wild Weasel doszło do bratobójczego incydentu, kiedy pokładowy system ostrzegawczy samolotu błędnie zidentyfikował ochraniającą sztab 101. Dywizji Powietrznodesantowej baterię systemu antybalistycznego Patriot jako wrogą baterię SA-2. F-16 odpalił pocisk antyradarowy AGM-88 HARM, który uderzył bezpośrednio w czoło systemu radarowego baterii Patriot, wyłączając ją z akcji.
Po opanowaniu Iraku F-16 w dalszym ciągu są aktywnie wykorzystywane. Służą przede wszystkim do bezpośredniego wsparcia walczących z rebeliantami wojsk amerykańskich.
7 czerwca 2006 samoloty F-16 przeprowadziły atak bombowy, w którym zginął Abu Musab az-Zarkawi, szef Al-Ka’idy w Iraku. Terrorysta zginął od obrażeń odniesionych po eksplozji dwóch 500 funtowych bomb – najnowszego typu GBU-38 JDAM i starszej wypróbowanej m.in. podczas Pustynnej Burzy GBU-12.
27 listopada 2006 na północ od Al Falludża rozbił się F-16C Block 40K (90-0776) wykonujący misje bliskiego wsparcia walczących oddziałów lądowych. Pilot maszyny mjr Troy L. Gilbert zginął, a jego ciała pomimo intensywnych poszukiwań do tej pory nie znaleziono. Rebelianci oświadczyli, że to oni zestrzelili samolot przy pomocy dwóch rakiet ziemia-powietrze Strzała-2, jednak informacji tych nie potwierdziła strona amerykańska.

### Odyssey Dawn
W ramach operacji Odyssey Dawn od 21 marca 2011 roku latały nad Libią.

## Pakistan
W okresie od maja 1986 do listopada 1988 pakistańskie F-16A kilkakrotnie przechwytywały afgańskie samoloty naruszające przestrzeń powietrzną Pakistanu w czasie wojny domowej w Afganistanie. Oficjalnie według Pakistańskich Sił Powietrznych uzyskały wówczas osiem zwycięstw powietrznych. Dwóch pilotów 9. Dywizjonu zestrzeliło łącznie trzy samoloty afgańskie (dwa Su-22, w tym jeden prawdopodobnie i An-26), zaś piloci 14. Dywizjonu uzyskali pięć kolejnych zwycięstw (dwa MiG-i-23, dwa Su-22 i jeden Su-25).
Poza wymienionymi pakistańskie samoloty przypuszczalnie zestrzeliły jeszcze trzy inne maszyny. Ponieważ wspomniane trzy zwycięstwa zostały odniesione nad terytorium Afganistanu, oficjalne źródła pakistańskie odmawiają ich uznania. Amerykanie potwierdzają te zestrzelenia ze swoich źródeł wywiadowczych, przez co są one wliczane do oficjalnej „listy zwycięstw” prowadzonej w USA.
29 kwietnia 1987 jeden z pakistańskich F-16A został omyłkowo zestrzelony przez innego F-16A w czasie starcia z sześcioma samolotami przeciwnika. Rosjanie przypisują to zestrzelenie afgańskim myśliwcom.

## Irak
W 2018 i 2019 roku irackie F-16IQ wykonywały uderzenia na bojowników ISIS na terytorium Syrii.